# Český lev 2018
Český lev 2018 byl 26. ročník cen České filmové a televizní akademie Český lev. Slavnostní ceremoniál vyhlášení cen se uskutečnil v sobotu 23. března 2019 v pražském Rudolfinu, v přímém přenosu jej vysílala Česká televize na programu ČT1. Ceremoniál  poprvé uváděl herec Václav Kopta. Nejvíce nominací (13) získal film Toman.

## Ceny a nominace

### Nejlepší film
- Všechno bude
- Jan Palach
- Tlumočník
- Toman
- Zlatý podraz

### Nejlepší dokumentární film
- King Skate – režie Šimon Šafránek
- Až přijde válka – režie Jan Gebert
- Nic jako dřív – režie Lukáš Kokeš, Klára Tasovská
- Planeta Česko – režie Marián Polák
- Švéd v žigulíku – režie Petr Horký

### Nejlepší režie
- Všechno bude – Olmo Omerzu
- Hmyz – Jan Švankmajer
- Jan Palach – Robert Sedláček
- Tlumočník – Martin Šulík
- Toman – Ondřej Trojan

### Nejlepší ženský herecký výkon v hlavní roli
- Chvilky – Jenovéfa Boková
- Hastrman – Simona Zmrzlá
- Chata na prodej – Ivana Chýlková
- Jan Palach – Zuzana Bydžovská
- Toman – Kateřina Winterová

### Nejlepší mužský herecký výkon v hlavní roli
- Hastrman – Karel Dobrý
- Hovory s TGM – Martin Huba
- Jan Palach – Viktor Zavadil
- Toman – Jiří Macháček
- Všechno bude – Tomáš Mrvík

### Nejlepší ženský herecký výkon ve vedlejší roli
- Všechno bude – Eliška Křenková
- Chata na prodej – Jana Synková
- Tátova volha – Tatiana Vilhelmová
- Toman – Kristýna Boková
- Všechno bude – Lenka Vlasáková

### Nejlepší mužský herecký výkon ve vedlejší roli
- Všechno bude – Jan František Uher
- Hastrman – Jan Kolařík
- Hmyz – Jiří Lábus
- Jan Palach – Jan Vondráček
- Zlatý podraz – Jan Hartl

### Nejlepší scénář
- Všechno bude – Petr Pýcha
- Chata na prodej – Tomáš Pavlíček, Lucie Bokšteflová
- Jan Palach – Eva Kantůrková
- Tlumočník – Marek Leščák, Martin Šulík
- Toman – Zdeňka Šimandlová, Ondřej Trojan

### Nejlepší kamera
- Hastrman – Diviš Marek
- Tlumočník – Martin Štrba
- Toman – Tomáš Sysel
- Všechno bude – Lukáš Milota
- Zlatý podraz – Vladimír Smutný

### Nejlepší střih
- Všechno bude – Jana Vlčková
- Hastrman – Jan Daňhel
- Hmyz – Jan Daňhel
- Toman – Vladimír Barák
- Zlatý podraz – Anna Johnson Ryndová

### Nejlepší zvuk
- Domestik – Jan Šulcek, Jakub Jurásek, David Titěra
- Hastrman – Jiří Melcher
- Hmyz – Ivo Špalj
- Toman – Jiří Klenka
- Zlatý podraz – Marek Hart, Viktor Prášil

### Nejlepší hudba
- Hastrman – Petr Wajsar
- Domestik – Cyril Kaplan, Jiří Konvalinka, Kryštof Kaplan
- Toman – Michal Novinski
- Všechno bude – Monika Midriaková, Šimon Holý, Paweł Szamburski
- Zlatý podraz – Jakub Kudláč

### Nejlepší filmová scénografie
- Hmyz – Jan Švankmajer, Václav Švankmajer
- Čertí brko – Henrich Boráros, Robert Smolík
- Hastrman – Petr Pištěk
- Toman – Tomáš Svoboda
- Zlatý podraz – Jiří Sternwald, Karel Vaňásek

### Nejlepší kostýmy
- Hastrman – Eva Kotková
- Čertí brko – Andrea Králová
- Jan Palach – Tomáš Chlud
- Toman – Katarína Štrbová Bieliková
- Zlatý podraz – Simona Rybáková

### Nejlepší masky
- Čertí brko – Zdeněk Klika
- Hastrman – Jana Červenková
- Jan Palach – Jana Bílková
- Toman – Jana Bílková
- Zlatý podraz – Jaroslav Šámal

### Nejlepší televizní film nebo minisérie
- Dukla 61 (minisérie, Česká televize) – režie David Ondříček
- Metanol (minisérie, Česká televize) – režie Tereza Kopáčová
- Rédl (minisérie, Česká televize) – režie Jan Hřebejk

### Nejlepší dramatický televizní seriál
- Dabing Street (Česká televize) – režie Petr Zelenka
- Profesor T. (TV Nova) – režie Tomáš Mašín a Michal Blaško
- Vzteklina (Česká televize) – režie Tomáš Bařina

### Cena Magnesia za nejlepší studentský film
- Sto dvacet osm tisíc – Ondřej Erban
- Cukr a sůl – Adam Martinec
- Home Sleep Home – Adam Koloman Rybanský
- Noc s agamou – Tomáš Janáček
- Spolu sami – Diana Cam Van Nguyen

### Mimořádný přínos české kinematografii
- Věra Plívová-Šimková

### Mimořádný počin v oblasti audiovize
- Dukla 61 – Martha Issová

### Nejlepší filmový plakát
nestatutární cena
- Toman – Tomáš Zilvar, Lukáš Francl, Barbara Trojanová, Maxmilian Denkr

### Cena filmových fanoušků
nestatutární cena
- Úsměvy smutných mužů – režie Dan Svátek